# Fantasmas de Gaunt
Fantasmas de Gaunt (Gaunt's Ghosts en el original) es una serie de novelas escritas por Dan Abnett, encuadradas en el subgénero de la ciencia ficción militar y cuya acción se desarrolla en el universo de Warhammer 40.000.
La serie abarca, hasta 2014, 15 novelas y diversas antologías y material de trasfondo que documentan los esfuerzos de Los Primeros y Únicos de Tanith, también llamados Los fantasmas de Gaunt, un regimiento de exploradores de infantería de la Guardia Imperial de gran habilidad pero poco apreciado por sus superiores, durante la Cruzada de los Mundos de Sabbat. El protagonista es el coronel comisario Ibram Gaunt, uno de los pocos comisarios políticos del Imperio a los que se les ha concedido oficialmente el mando de un regimiento.
Aunque Gaunt es el personaje principal, la perspectiva desde la que se narran las novelas cambia con regularidad para presentar al lector un punto de vista más amplio de lo que sucede en la Cruzada; normalmente se cuenta desde el punto de vista Imperial aunque en ocasiones la perspectiva pasa a ser la de sus antagonistas, las fuerzas del Caos. En las novelas se alude a otras series de Dan Abnett como Eisenhorn y Ravenor y ha dado lugar a diversas obras derivadas.

## Publicación
Las novelas se organizan en una serie de cuatro arcos históricos, de los cuales tres ya han sido completados mientras la publicación del último sigue en curso. En español se han publicado hasta el momento todas las novelas hasta Salvation's Reach por la editorial Timunmas:
- Los fantasmas de Gaunt - La Fundación (omnibus, tapa dura con sobrecubierta, incluye el relato In memoriam, 1040 páginas, mayo de 2008, ISBN 978-84-480-4410-7):
  - Los primeros de Tanith (1999) – ISBN 84-480-3392-2
  - El hacedor de fantasmas (2000) – ISBN 84-480-4337-5
  - Necrópolis (2000) – ISBN 84-480-4338-3
- La Santa (omnibus, cartoné con sobrecubierta, noviembre de 2009, ISBN 978-84-480-4437-4)
  - Guardia de Honor (2001) – ISBN 84-480-4365-0
  - Armas de Tanith (2002) – ISBN 84-480-4373-1
  - Plata pura (2002) – ISBN 84-480-4378-2
  - Santa Sabbat Mártir (2003) – ISBN 84-480-3416-3
- Los olvidados
  - General traidor (2004) – ISBN 84-480-3417-1
  - La última orden (2005) – ISBN 84-480-4386-3
  - La armadura del desprecio (2006) – ISBN 978-84-480-4401-5
  - Sólo en la muerte (2008) – ISBN 978-84-480-4421-3
  - The Iron Star (2008)
- La Victoria
  - Pacto sangriento (2010) - ISBN 978-84-480-4450-3
  - Salvation's Reach (2011) - ISBN 978-84-480-0354-8
  - The Warmaster (2015) - ISBN 978-84-450-0552-1
  - Anarch (2019) - ISBN 978-84-450-0813-3

Fechas correspondientes a su publicación original en inglés
En noviembre de 2002 se tomó la decisión de reimprimir las primeras cinco novelas con nuevas ilustraciones de portada por Adrian Smith; Smith ha dibujado desde entonces todas las ilustraciones para las cubiertas de la serie hasta hoy, con la excepción de The Iron Star en la que se usó una imagen de la placa de identificación del regimiento de Tanith.
Los arcos históricos de La Fundación y La Santa se han puesto a la venta como ediciones omnibus en tapa dura tanto en inglés como en español, con ediciones en tapa blanda solo en inglés. El relato The Iron Star fue publicado en forma de novela corta de 21 páginas en edición limitada de 1200 copias que solo estuvieron disponibles para su compra en el U.K. Games Day de 2008, pero desde entonces ha sido incluido en la antología Sabbat Worlds, un libro de trasfondo con relatos editado por Dan Abnett.
La continuidad de la publicación en español de la serie ha quedado en suspenso tras la retirada de los derechos de Black Library a la editorial Timunmas a finales de 2013, por lo que no se tienen noticias de la publicación de la siguiente novela de la serie, The Warmaster. Anteriormente y encuadradas en el mismo teatro de guerra, no se han publicado en español el libro de material de trasfondo Tactica Imperialis: A History of the Later Imperial Crusades (2007), continuación de La Cruzada de los Mundos de Sabbath, que relata el desarrollo de diversas campañas ya avanzada la Cruzada; Double Eagle (2005), novela sobre la fuerza aérea de Phantine presentada en Armas de Tanith mientras participa en acciones en el planeta Enothis; Titanicus (2008), novela sobre la Legio Invicta de titanes del Adeptus Mechanicus y sus acciones en el mundo forja de Orestes; y Sabbat Worlds (2010), antología de relatos de diversos autores de los más importantes de Black Library, ambientados en la Cruzada entre los que se hallan dos a cargo de Dan Abnett: The Iron Star, hasta ese momento disponible solamente como edición limitada, y Of Their Lives in the Ruins of Their Cities, que transcurre cronológicamente justo después de la caída de Tanith, cuando la relación entre Gaunt y sus soldados sigue siendo muy tensa.

## Argumento
La serie sigue las aventuras del coronel comisario Ibram Gaunt y su regimiento de exploradores y especialistas en reconocimiento, los Primeros y Únicos de Tanith (apodados Los fantasmas de Gaunt), mientras sirven en la Cruzada de los Mundos de Sabbat. Sus batallas son casi siempre contra las fuerzas del Caos, aunque combaten brevemente contra orkos en Typhon Ocho. Hasta Armas de Tanith los Fantasmas se enfrentan principalmente a ejércitos heréticos rebeldes pero en Phantine y en la mayoría de las campañas subsiguientes se enfrentan a las fuerzas bien entrenadas y consideradas de elite del Pacto Sangriento. Hacia el final de Sólo en la Muerte los fantasmas han estado sirviendo en la Cruzada durante casi doce años. 
Cada novela comienza con un extracto de un libro ficticio llamado Una Historia de las Últimas Cruzadas Imperiales que explica brevemente la situación en la que se despliega a los Fantasmas. Estos extractos están escritos en pasado, lo que implica que fueron escritos después del final de la Cruzada de los Mundos de Sabbat. Estos fragmentos no hacen referencia de manera específica al Primero de Tanith. 

### Los Primeros de TanithyEl Hacedor de Fantasmas
Los dos primeros libros son colecciones de cuentos originalmente aparecidos en la revista de relatos cortos de ficción Inferno!, publicada por Black Library. Estos relatos no son secuenciales: por ejemplo, la caída de Tanith en el primer capítulo de El hacedor de fantasmas ocurre antes que el asedio a Fortis Binary en Los primeros de Tanith, que a su vez tiene lugar antes del asalto a la colmena Oskray en El hacedor de fantasmas (esta última línea temporal puede ser establecida por la mención del hombro cibernético que le fue colocado al Sargento Varl en Fortis Binary, y al Sargento Hasker que murió en Épsilon Menazoide, pero es mencionado en este libro como una persona viva). Sin tener en cuenta la caída de Tanith, en la que apenas tuvieron lugar enfrentamientos, la acción de los dos libros se centra en cuatro teatros de operaciones principales: 

#### Ciudad de Voltis, Voltemand
Voltemand es descrito en El hacedor de Fantasmas como un mundo templado, similar a la Tierra, con extensas zonas pantanosas alrededor de Voltis City, la capital planetaria, bajo el control del Caos antes de los acontecimientos de El hacedor de fantasmas. El capítulo comienza con los Primeros de Tanith, "Los fantasmas de Gaunt", salvando a los "Serpientes" del 17º Regimiento Blindado de artillería de Ketzok de una emboscada de los Marines Espaciales del Caos del capítulo de los Devoradores de Mundos. A los Tanith se les ordena a continuación infiltrarse y asaltar la principal compuerta de desagüe y esclusa de saneamiento de Voltis con el objetivo de minar las murallas y provocar una brecha para un ataque a cargo de las tropas de asalto del 50.º Real de Volpone, conocidos como los "Sangreazul". El asalto a la compuerta es repelido cuando los traidores abren las esclusas y arrastran a los Tanith al río Bokore de nuevo; sin embargo el sargento Cluggan lidera un ataque con éxito por los conductos del alcantarillado que crea la brecha para el asalto blindado. 
Mientras los Fantasmas se retiran el general Noches Sturm del Real de Volpone y su ayudante, el mayor Gilbear, ambos con un notorio desdén hacia Gaunt y los soldados de baja ralea a su mando, ordenan a los Ketzok bombardear la posición de los Tanith según se repliegan a su base. Trescientos hombres, entre ellos el sargento Cluggan, mueren y otros doscientos resultan heridos. Gaunt casi se enfrenta a una corte marcial tras propinar un puñetazo al Coronel Ortiz, el comandante de los Ketzok, pero es absuelto cuando Ortiz afirma que sus lesiones fueron causadas por el retroceso de su vehículo de artillería Basilisk.

#### Fortis Binary
Fortis Binary es descrito como un mundo forja, una inmensa fábrica a escala planetaria sometida por el Caos. Los Primeros de Tanith describe como los Fantasmas logran sabotear un ritual dedicado al Caos después de que el Alto Señor Militar General Hechtor Dravere les ordene un ataque suicida a una línea de trincheras enemigas, primera demostración del odio que el coronel Draker Flense, el comandante de los Patricios de Jant que le sugirió a Dravere dar la orden de ataque, tiene hacia el Coronel Comisario Gaunt.

#### Épsilon Menazoide
Un mundo muerto en el borde del Rimero Menazoide, Épsilon era el emplazamiento de tres santuarios del Caos designados Primaris, Secundus y Tercius por los Tácticos Imperiales. Debajo del Santuario Objetivo Primaris se hallaba una Plantilla de Construcción Estándar, una reliquia más de diez milenios anterior a los acontecimientos de Los Primeros de Tanith destinada a la fabricación de Hombres de Hierro, un modelo de guerreros robóticos. El traidor General Dravere, ayudado por el mutado y radical Inquisidor Heldane, el coronel Draker Flense y sus Patricios Jantinos, intentaban tomar el poder y derrocar al comandante de la Cruzada de los Mundos de Sabbat, el Señor de la Guerra Macaroth, utilizando esos guerreros. Sin embargo la máquina había sido corrompida por el Caos y el comisario Gaunt acabó por destruirla a pesar de las manipulaciones psíquicas del Inquisidor, que muere después de que su "instrumento", el Agente Imperial Fereyd, el hombre hasta el cual Heldane había extendido su conciencia, resultase asesinado en una explosión. 
El Coronel Flense aprovechó la situación para intentar vengarse de Gaunt y los Fantasmas tras descubrirse que Gaunt había hecho uso de su capacidad como comisario para juzgar la disciplina de cualquier miembro de la Guardia para ejecutar en el campo de batalla al padre de Flense, el General Aldo Dercius, muchos años antes. Las tropas de choque Jantinas aniquilaron al Séptimo Pelotón Tanith comandado por el sargento Blane pero fueron asimismo aniquilados hasta el último hombre por los aliados de Gaunt, el Regimiento de Dragones Vitrianos. Gaunt apuñaló a Flense durante su pelea final a muerte debajo de Objetivo Primaris antes de escapar junto a sus hombres.

#### Monthax
El mundo selvático de Monthax es el escenario para el final de El hacedor de Fantasmas, cuando Gaunt y sus hombres se encuentran a los alienígenas Eldar mientras se esfuerzan por acabar con la propagación del Caos. Los Fantasmas tienen que cooperar una vez más con el 50.º Real de Volpone y con un inquisidor que había acusado a Brin Milo de brujería. Allí descubren un antiguo portal que conduce al mundo astronave Eldar de Dolthe, una de sus ciudades espaciales autosostenibles, que la inquisidora, Lilith Abferquan, cierra después de que el Vidente Eldar que custodiaba dicho portal muera. Al final de esta batalla los Fantasmas habían perdido un solo hombre, el Sargento Lerod.
Aparte de estas batallas El hacedor de fantasmas está salpicado de historias cortas (publicadas originalmente en 'Inferno!') en otras zonas de guerra tales como Blackshard, Calígula o la colmena Oskray que son utilizadas para desarrollar a personajes individuales; por ejemplo, el carácter y cualidades de liderazgo de Dermon Caffran se muestran en sus acciones en la colmena Oskray, donde manda una fuerza de infiltración que provoca la caída de la fortaleza enemiga, y siguen siendo exhibidas tras su ascenso a sargento en La última orden.

### Necrópolis
El principio de la novela se cuenta desde varios puntos de vista (que abarcan desde la rica nobleza a los civiles de clase baja) y describe las fases iniciales del asedio a la Colmena Vervun. La colmena vecina de la megaciudad, Ferrozoica, ha acumulado un vasto ejército y marcha sobre su antiguo rival con objetivos desconocidos. La milicia de Vervun Primario se prepara para repeler a las fuerzas invasoras pero debido a que el Alto Señor de la Colmena Vervun se niega a creer que Ferrozoica se haya movilizado en su contra se les deniega el permiso para armar sus baterías de defensa antes de que los zoicanos disparen las primeras salvas. Gran parte de la Colmena Vervun se hunde en el pánico y miles perecen en los primeros días antes de que la ayuda de la Guardia Imperial sea solicitada al fin. 
El Primero y Único de Tanith es desplegado como parte del ejército de refuerzo enviado por el Señor de la Guerra Macaroth. Allí descubren que Ferrozoica, contra quien la Colmena Vervun luchó en la Guerra del Comercio noventa años antes, ha cesado las comunicaciones con sus vecinos en los últimos meses y había procedido a armarse para la guerra. La influencia del Caos es evidente. El Coronel Comisario Gaunt y sus Fantasmas se encuentran no solo con la oposición del enemigo sino además con la de los regimientos compañeros de la Guardia y la de los políticos locales.
Necrópolis es un punto significativo en la serie: al final de la novela las muy reducidas fuerza del Primero de Tanith reciben la incorporación de soldados de reemplazo de la milicia y población de la Colmena Vervun mediante el Acta de Consolación y es por ello que una serie de personajes importantes se dan a conocer en esta novela. El relato titulado In memoriam continúa directamente donde acaba el sitio de la Colmena Vervun, y está incluido en La Fundación (el primer omnibus).

### Guardia de Honor
A los Fantasmas se les envía al Mundo Santuario de Hagia, capital religiosa de los mundos de Sabbat y planeta natal de la venerada Santa Sabbat, con el fin de recuperar el mundo sagrado de las garras de Páter Pecado y sus denominados Infardi. Durante su campaña para liberar y recuperar Doctrinópolis, ciudad principal del planeta, Gaunt, quien está al mando de las fuerzas de tierra, se ve forzado a caer en una trampa colocada en una de las estructuras más veneradas de la ciudad. Esta trampa activa un faro astropático hacia la disformidad que atrae una flota del Caos hasta Hagia con el objetivo de arrasar a los efectivos imperiales.
Con solo dieciocho días antes de que la flota (lo bastante grande como para acabar con la fuerza de liberación, incluso si se tratase de un cuarto de su tamaño calculado) alcance el planeta, el arrogante y pomposo Señor General Lugo le concede a Gaunt una última oportunidad de redimirse: debe recuperar las reliquias sagradas y los restos de la Santa del Santuario en las Colinas Sagradas para proceder a su evacuación. Los Fantasmas son designados como guardia de honor de estas reliquias y junto con unidades de los regimientos blindados Pardus forman un convoy en dirección a las montañas. Sin embargo, gran parte de la horda Infardi de Páter Pecado se ha retirado a las colinas, lo que deja a los Fantasmas sin otra opción que luchar contra los herejes al mismo tiempo que luchan contra los elementos y la dificultad de guiarse por terreno desconocido. 
Guardia de Honor introduce nuevos personajes que llegan a ser figuras centrales en el Primero de Tanith así como otros que desempeñan un papel clave a lo largo del arco de La Santa como el Comisario Viktor Hark, el ayatani Zweil, Lijah Cuu y Páter Pecado. También presenta espectaculares enfrentamientos de fuerzas blindadas y revela más acerca del carácter de Gaunt.

### Armas de Tanith
La novela comienza con el Primero de Tanith entrenando para tomar parte en el asalto aéreo sobre Cirenholm, una ciudad cúpula encaramada a los picos montañosos por encima de la Escaldadura tóxica que cubre casi por completo el planeta Phantine. La elite del archienemigo, el Pacto Sangriento, ha capturado la ciudad, que las fuerzas Imperiales planean usar como plataforma en su campaña para recuperar Ouranberg, una de las ciudades más grandes de Phantine y una importante fuente de prometio. Después de que los Fantasmas se infiltren con éxito tras las defensas del Pacto Sangriento y eviten una derrota desastrosa para el Imperio, el Señor General Van Voytz reconsidera su enfoque respecto a la invasión de Ouranberg. 
Unos cuantos Fantasmas son seleccionados para formar equipos especializados en asesinato, destinados a un régimen de entrenamiento adicional en saltos y desplegados de manera encubierta en Ouranberg antes de la invasión. Con el nombre en clave de Operación Larisel, su misión es matar a Sagittar Slaith, el comandante del Caos del Pacto Sangriento que ocupa Ouranberg. Hacerlo desmoralizaría a los adoradores del Caos y permitiría a las fuerzas Imperiales recuperar Ouranberg con mayor facilidad. La tarea se vuelve más desalentadora con la perspectiva de miles de soldados del Pacto Sangriento y mercenarios loxatl entre ellos y su objetivo. Sin embargo, el resto del Primero de Tanith se enfrenta a sus propios pruebas mientras esperan el despliegue: una gran inquietud se está gestando entre los Tanith y los soldados verghastitas y un crimen que implica a varios fantasmas pone de manifiesto esta división. 
El XX Cuerpo de Cazas de Phantine presentado en Armas de Tanith aparece en una novela derivada de la serie titulada Double Eagle, también escrita por Dan Abnett.

### Plata pura
Aún bajo el mando de Van Voytz, el Primero de Tanith es desplegado como parte de la Fuerza Expedicionaria Imperial en Aexe Cardinal, donde una cruenta guerra civil estancada, que ha derivado en una guerra de trincheras, lleva cuarenta años enfrentando a la Alianza Aexegeriana (un puñado de naciones leales al Imperio) contra la República de Shadik, corrompida por el Caos. El Señor de la Guerra Macaroth insiste en que la Alianza Aexegeriana debe mantenerse al mando de la campaña, con pésimos resultados. La forma de hacer la guerra del Alto Mando de la Alianza es considerada obsoleta e ineficiente de acuerdo a los modernos estándares tácticos de la Guardia Imperial.
Gaunt se frustra rápidamente con las brutales estrategias y la falta de informes fiables de la inteligencia y se muestra en desacuerdo con el despliegue de los Fantasmas, especialistas en exploración, como carne de cañón en las trincheras. Van Voytz y el Conde Golke (el enlace entre Imperiales y Alianza) negocian con el Alto Mando de la Alianza y llegan a un compromiso: una mitad del Primero de Tanith será enviada a los bosques de Montorq al norte para explorar el área, mientras la otra mitad es redestinada a la Bolsa de Seiberq (la sección más peligrosa de la zona de guerra) donde se les encarga la tarea de infiltrarse en las líneas de Shadik para destruir los nuevos y recién llegados cañones de artillería del enemigo, de alcance superior a los de la Alianza.
Plata pura es la primera novela en la que los Primeros de Tanith no llegan a ver el final de la campaña en la que participan: después de eliminar con éxito la nueva artillería enemiga en la Bolsa de Seiberq y repeler una maniobra de flanqueo del Pacto Sangriento en el Bosque de Montorq, los Fantasmas son retirados de las líneas del frente y redestinados a Herodor.

### Santa Sabbat Mártir
A petición de la reencarnada Santa Sabbat, el Primero y único de Tanith es convocado al remoto y tácticamente insignificante mundo de Herodor. Civitas Beati, una ciudad sagrada dedicada a la Santa, se encuentra bajo el asalto de una legión del Pacto Sangriento liderada por Enok Innokenti. Mientras los Fantasmas preparan la defensa de la ciudad en colaboración con la Fuerza de Defensa Planetaria local, Gaunt descubre la verdad de la situación: la mujer haciéndose pasar por la Santa reencarnada es Sanian, una esholi con la que los Fantasmas se habían encontrado en Hagia. Absolutamente convencida de ser Sabbat, Sanian da muestras de haber perdido la cordura. El Señor general Lugo -cuya carrera se ha vuelto inestable tras el desastre de Hagia- planea usarla como propaganda y no le importa que sea una impostora, pues cree que será recordado para siempre como el hombre del milagro en los Mundos de Sabbat. Para los miles de peregrinos, tropas Imperiales y del Archienemigo, Sanian es la verdadera Santa.
Sin embargo, la situación da un extraño giro cuando Sanian realmente se convierte en huésped del espíritu de la Santa, después de que la verdadera encarnación de esta perezca en la ciudad durante el asalto. Innokenti despliega nueve asesinos especialistas en Civitas Beati aprovechando la cobertura que le ofrece la invasión. Su propósito: matar a la Santa y hacer pedazos la moral de los Imperiales. Con la Flota Imperial completamente destruida y rodeados por un enemigo con infinitas ventajas sobre ellos, los Fantasmas se enfrentan a uno de sus mayores retos hasta el momento.
El título Sabbat Mártir es una referencia al mensaje psíquico experimentado por diferentes Fantasmas en Guardia de Honor. Al final, es Corbec quien se convierte en mártir en nombre de la Santa al dar su vida para defenderla del asesino final.

### General traidor
Fuerzas del Caos capturan al comandante general Noches Sturm, el oficial veterano caído en desgracia y apartado del mando durante el asedio a la colmena Vervun cuando intentaba desertar, mientras se encuentra en camino a un tribunal militar. Sus recuerdos están sellados por un bloqueo mental que le impide revelar información vital sobre la Cruzada. Mientras los psíquicos enemigos trabajan intensamente para retirar el bloqueo mental, las fuerzas imperiales actúan con premura para impedir que el destino de Sturm ponga en juego la Cruzada de los Mundos de Sabbat al completo.
A petición de Van Voytz y por decisión propia, el coronel comisario Gaunt se pone al mando de un equipo escogido de Fantasmas enviado a Gereon, un mundo dominado por el Caos donde Sturm se ve sometido a agónicos procedimientos para recuperar sus recuerdos. El equipo de infiltración tiene la tarea de rescatar a Sturm si no ha desvelado información crítica o matarle si lo ha hecho y por tanto ha traicionado al Imperio. El grupo contacta con la resistencia imperial en Gereon para localizar a Sturm y esquivar a las fuerzas heréticas que los persiguen. Ante la presencia de incontables soldados fanáticos y viles criaturas de la disformidad entre el equipo de extracción y su objetivo, Gaunt y sus hombres deberán luchar no solo por sus vidas sino para resistir además la corrupción del Caos que amenaza con doblegarlos.
General traidor presenta a Eszrah du Nocte (Eszrah ap Niht en el original en inglés) un partisano del Impro de Gereon. A partir de esta novela, Eszrah se convierte en un personaje importante de la serie. También es la primera aparición de Mabbon Etogaur, un antiguo comandante del Pacto Sangriento que reaparece en el arco de La Victoria.
En la traducción al español de la novela se cambian diversos términos, como el que acompaña al nombre de Eszrah, del inglés antiguo al latín, incluso con conversaciones enteras en dichas lenguas, lo que diferencia esos fragmentos del resto de la novela, en inglés en el original y en español en la traducción. Esto se hizo para conservar el paralelismo, a nivel de trasfondo, de que esa era la forma antigua del idioma del Imperio conservada por los habitantes del Impro.

### La última orden
Después de pasar dieciséis meses luchando como parte de la resistencia de Gereon, el coronel comisario Gaunt y su grupo escapan del mundo dominado por el Caos y regresan a territorio imperial. En vez de con alabanzas y reconocimiento por sus acciones, los Fantasmas se encuentran con una profunda desconfianza y abusos innecesarios. Tras ser salvados de la ejecución en el campamento Xeno por el subcomisario Nahum Ludd, Gaunt y los Fantasmas se vuelven a encontrar brevemente con el comandante general Van Voytz antes de enfrentarse al juicio del Comisariado. Sin embargo, en mitad de la audiencia se desestiman todos los cargos de corrupción por el Caos y los Fantasmas se preparan para volver al servicio activo. Gaunt se queda estupefacto al descubrir que sus superiores han disuelto el Primero de Tanith y han ordenado su fusión con un regimiento falto de efectivos, el 81.º de Belladon. Además de esto, Gaunt es apartado del mando y es una vez más un simple comisario de campo, pero separado de sus hombres.
Los Fantasmas parten para unirse con el 81.º 1º (Octogésimo Primero Primero) de Reconocimiento, el resultado de la unión del 81º de Belladon y el Primero de Tanith, con el coronel Lucian Wilder al mando. El regimiento participa en ese momento en la campaña para tomar la antigua ciudad escalonada de Sparshad Mons, ocupada por el Pacto Sangriento y por depredadores nocturnos de inquietantes formas retorcidas. La situación en el Mons es lúgubre: las deserciones son masivas, la moral es baja y la mayoría de soldados imperiales son novatos sin experiencia. A Gaunt se le envía a otra sección de la ciudad escalonada y allí se le asigna a un regimiento de Fortis Binary, acompañado por Ludd y Eszrah Noche. La situación se deteriora con rapidez cuando el Pacto Sangriento lanza un devastador contraataque contra las fuerzas imperiales.
La última orden presenta a los soldados del 81.º de Belladon, muchos de los cuales se convierten en personajes clave de la serie. El título original en inglés (His Last Command) se refiere tanto a Gaunt como a Wilder haciendo uso del doble significado de la palabra command en inglés. Cuando Van Voytz informa a Gaunt de que será degradado, le dice que los tanith fueron "[his] last command" ("[su] último mando"). Wilder da su "última orden" a un pelotón de soldados belladonitas que forman parte de una retaguardia suicida para que el resto del regimiento, del que Gaunt asume el mando, pueda escapar.

### La armadura del desprecio
El Quinto Ejército de la Cruzada, dirigido por el comandante general Van Voytz, avanza por fin para recuperar Gereon de las fuerzas del Caos tras casi dos mil días de brutal ocupación. La mayoría del ejército imperial recibe la orden de desplegarse para asaltar las fortificaciones costeras conocidas como K'ethdrac'tt Shet Magir, una acción en la que participa el recluta novato Dalin Criid como parte del servicio en el RIP (Reentrenamiento, Instrucción y Punición en la traducción en español). La mitad de la novela sigue las experiencias de Dalin durante su entrenamiento básico y su lucha por sobrevivir durante el caos del combate real.
Al recién reinstaurado Primero de Tanith se le excluye de esa parte de la invasión y en vez de ello se convierte en uno de un cierto número de regimientos de exploración y reconocimiento asignados para inserción profunda en el continente tras las líneas enemigas. Justo después de liberar un enclave rural llamado Cantible, Gaunt recibe la orden del Comisariado de contactar con la resistencia leal al Imperio del Impro de Gereon, y encabeza un pequeño equipo que se dirige a las tierras salvajes para hacerlo. Sin embargo, resulta cada vez más obvio que algunos individuos tenían planes propios para decidir reconquistar Gereon. 
La trama de La armadura del desprecio cambia a intervalos regulares entre las puntos de vista de Dalin Criid y los del resto de los Fantasmas. La novela toma su nombre de un libro ficticio llamado Las esferas del anhelo escrito por el inquisidor Gideon Ravenor, protagonista de otra serie escrita por Dan Abnett.

### Sólo en la muerte
En el mundo fortaleza de Jago, el comandante general Van Voytz se dirige al Primero de Tanith personalmente para "pedirle" a los Fantasmas que defiendan un bastión al este de Elikon, el principal baluarte imperial en el planeta. Desde el principio queda claro que Gaunt desconfía de esas instrucciones. Tras seis días de marcha a través del semidesértico terreno de Jago y sus persistentes tormentas de polvo y arena, los Fantasmas alcanzan su objetivo: Hinzerhaus, apodada la casa del fin del mundo.
Mientras intentan asegurar el edificio, los Fantasmas hacen numerosos descubrimientos. No hay ninguna fuente de agua en el lugar, los mapas que se les ha entregado son inconsistentes e incorrectos y las estancias resuenan con ecos extraños. Muchos de los hombres están convencidos de que el lugar está encantado. Estos hallazgos son una fuente añadida de problemas cuando el Pa to Sangriento intenta asaltar Hinzerhaus, y los Fantasmas se ven forzados a organizar defensas contra un enemigo superior. Al mismo tiempo, inesperadas apariciones comienzan a minar el valor y la moral de los hombres...
El título de la novela es parte de un antiguo proverbio imperial: sólo en la muerte termina el deber. El comienzo de cada capítulo consiste en un extracto del diario de campo del comisario Viktor Hark, escrita con una fuente que recuerda a la escritura a mano. Este estilo cambia ligeramente en los momentos en los que Nahum Ludd hace anotaciones en nombre de Hark. La novela recupera a Agun Soric, que había desaparecido durante los libros anteriores del arco de Los olvidados.

### The Iron Star
The Iron Star (La estrella de hierro) es una historia corta publicada como chapbook. La historia cumple la función de conclusión para lo ocurrido en Sólo en la muerte. Narra la lucha en la mente de Gaunt para sobrevivir después de haber recibido heridas de gravedad durante los hechos de la novela anterior; algunos momentos de comunión espiritual plantean también presagios para su futuro. Solo se imprimieron 1200 copias para su publicación en septiembre de 2008, pero desde entonces ha aparecido en la antología Sabbat Worlds, un libro de trasfondo de relatos, editado por Dan Abnett.      

### Pacto Sangriento
Tras los agotadores acontecimientos de Jago, el Primero de Tanith deja el servicio activo por primera vez desde su fundación y recibe la orden de viajar a Balhaut para dedicarse a funciones de acuartelamiento. Dos años después, sin embargo, los Fantasmas están inquietos ante la falta de combate y de propósito. Parte de ellos incluso ha llegado tan lejos como a dedicarse a actividades criminales para entretenerse. El mismo Ibram Gaunt se encuentra cada vez más ocioso y distraído, pero sigue confiado en que el Primero de Tanith volverá pronto al frente.
Los acontecimientos se suceden tras la convocatoria a la sede principal del Comisariado en Balhaut. Un oficial superior del archienemigo ha caído en manos del Imperio pero rehúsa hablar ante nadie que no sea Gaunt. La Inquisición por su parte intenta conseguir la custodia del prisionero para tratar con él a su manera. El prisionero insiste en que desea ayudar al Imperio pero Gaunt recibe dicha afirmación con recelo. Sin embargo, muy a su pesar, se ve obligado a proteger al prisionero y esconderse en la ciudad cuando un equipo de incursión asalta el edificio en un intento de silenciar al prisionero. Ante la presencia de hechicería herética para influir en la población y un cazador decidido siguiendo sus pasos, ¿en quién puede confiar Gaunt? ¿Qué información conoce el general traidor que impulsa al enemigo a llevar a cabo un ataque directo a una fortaleza imperial?
El argumento de Pacto Sangriento es un reflejo en cierto modo del de General traidor, con Mabbon Etogaur en lugar de Noches Sturm, pero se diferencia en que en esta ocasión el escuadrón asesino tiene ventaja sobre los captores de su objetivo. La novela proporciona también muchos detalles de la anterior presencia de Gaunt en Balhaut durante su servicio con el 8º Hyrkanio, antes de la fundación del Primero y Único de Tanith.

## Tanith

### Planeta
Tanith aparece brevemente en El hacedor de Fantasmas y los Fantasmas describen diferentes aspectos del planeta en varias novelas. Es un mundo densamente ocupado por bosques, situado en los Mundos de Sabbat, un racimo de planetas en el Segmentum Pacificus. La principal exportación de Tanith es la madera de nal, que se volvió extremadamente escasa tras la destrucción del planeta. Los árboles de nal son capaces de desenraizarse y moverse lentamente: bosques enteros emigran haciendo infructuoso cualquier intento de crear caminos pues este continuo movimiento acaba borrándolos. Como resultado de esto los habitantes de Tanith han desarrollado un increíble sentido de la orientación tras miles de años adaptándose a este medio ambiente. Aunque nunca se mencionan los océanos de Tanith, el soldado Lesp comenta que él procede de un asentamiento costero llamado Tanith Longshore donde trabajaba en la industria pesquera, confirmando que existe al menos un mar en la superficie de Tanith. La ciudad capital de Tanith (rodeada por una muralla gigante, presumiblemente para evitar que los árboles nal se asentaran en la ciudad) es Tanith Magna.
El planeta está gobernado por un Elector y el principal edificio gubernamental parece ser la Asamblea aunque bajo la influencia de los psíquicos en Monthax Rawne menciona un lugar llamado Palacio del Elector; no queda claro si este Elector es elegido como el nombre deja entrever o si es una posición hereditaria equivalente a la de rey. Tanith se divide en condados (siendo mencionados los de Pryze y Chhulic) a imagen y semejanza de la Irlanda actual, mientras que cada ciudad cuenta con su propia milicia de la que provienen una parte de los Fantasmas (incluyendo a Corbec, Larkin, Mkvenner y Rawne) llamados para la Guardia Imperial. 
Entre la vida silvestre nativa de Tanith se encuentra el larisel, un pequeño animal cazado por los leñadores por su piel y seguramente su carne, y el shoggy, una pequeña criatura anfibia de ojos saltones (Domor recibe el apodo de shoggy debido a los implantes ópticos que sustituyen a sus ojos perdidos en batalla) que habita en los charcos de los bosques del planeta.

### Cultura
Las gentes de Tanith son descritas siempre como de piel muy blanca casi pálida, adornada en el caso de los hombres jóvenes y adultos con tatuajes de tinta azul incluso en la cara, y cabello oscuro; hablan el idioma imperial con un acento cantarín y casi musical. Ninguna mujer Tanith es descrita con detalle y es presumible que no haya supervivientes femeninas a la destrucción; en todo caso, si alguna escapó del planeta no hay testimonios de que acompañe al Primero de Tanith. La principal palabrota o juramento usada por los Tanith es la palabra feth que se usa en el mismo contexto que puede serlo "mierda" o "joder", además de ser el nombre de un antiguo Dios-árbol Tanith. Por su parte la sacra es la bebida alcohólica favorita de los Tanith y a lo largo de la serie consiguen destilarla para su uso personal aunque no se aclara si es nativa de su mundo. 
Abundantes elementos de la cultura Tanith parecen compartir grandes similitudes con aspectos de las culturas celtas actuales: muchos de los Tanith tienen nombres que empiezan por "Mk", una variante del "Mc" o "Mac" usado por irlandeses y escoceses mientras que se pueden hallar fragmentos del galés en su lenguaje. Quizá el más importante de estos elementos sea la gaita de Tanith, descrita como un pequeño conjunto de cañas similares a patas de araña unidas a una bolsa con fuelle que es apretada rítmicamente bajo el brazo, lo que produce un sonido similar al de la gaita irlandesa. Su propósito original en Tanith era guiar a gente de otros mundos a través de los cambiantes bosques pero en el Primero de Tanith se usan para reunir a los hombres con su sonido y atemorizar al enemigo (aunque tiene un efecto similar en sus aliados). Según el soldado explorador Bonin la mayoría de familias antiguas Tanith (la suya incluida) bautizaban y le daban un nombre oficial a sus hijos a los ocho años puesto que poner nombres al nacer era considerado prematuro, además de sostener que el niño al crecer encontraría el nombre que más se adaptase a él. Bonin indica también que esta tradición no era tan seguida en los años finales de Tanith.
Tanith estuvo habitado por los legendarios guerreros del bosque Nalsheen, una hermandad de Tanith que practicaba el arte marcial cwlwhl (pronunciado kil-wil), usando bastones con forma de espada para combatir a varios enemigos a la vez. Los Nalsheen fueron los responsables de derrocar a la corrupta dinastía Huhlhuch y dar inicio a la moderna era de libertad de Tanith. Mkvenner es el único Tanith superviviente que recibió entrenamiento en cwlwhl pero ha acabado admitiendo a regañadientes que nunca llegó a completarlo. Los Nalsheen usaban proto-Gótico, la forma primitiva tanto del Bajo como del Alto Gótico usados actualmente en el Imperio, como su lengua secreta.

### Destrucción
Tras la muerte del Señor de la Guerra Slaydo, una flota del Caos desgajada del contingente principal eludió el bloqueo establecido por la Armada Imperial gracias al cambio de tácticas propugnado por el recién nombrado Señor de la Guerra Macaroth. Esta pequeña flota atacó y conquistó seis mundos, uno de ellos Tanith. Las naves del Caos bombardearon Tanith desde su órbita y desplegaron tropas de tierra para matar a cualquiera que hubiese escapado al bombardeo mientras los inmensos bosques de Tanith ardían durante días y luego meses tras la devastadora demostración de potencia de fuego usada por la flota. No queda claro si Tanith tenía baterías de defensa planetaria funcionales en ese momento pero es más que probable que la Milicia de Tanith luchase contra los invasores. 
El coronel comisario Ibram Gaunt fue una de las últimas personas en abandonar el planeta antes de su caída tras ser salvado por un joven llamado Brin Milo, a quien se llevó con el y tomó bajo su protección en agradecimiento. Milo después confirma que él fue el único civil en dejar Tanith con vida ya que era demasiado joven para haberse unido a la Guardia. Aun así es posible que algunos Tanith sobrevivieran a la pérdida de su mundo natal por no encontrarse en el planeta en el momento del ataque. Como prueba de ello, un estibador Tanith aparece brevemente en Titanicus (también de Abnett) y, borracho, acusa a las FDP (Fuerza de Defensa Planetaria) de Orestes de ser fething (condenados) aficionados. Poco después fue atacado y presuntamente asesinado por el marido de una mujer sirviendo en dicha FDP.
En Pacto sangriento se erige una pequeña capilla en recuerdo de Tanith en el planeta Balhaut de la que, a pesar de no describirse con detalle, se sabe que contiene una gran proyección holográfica del planeta.

## Primero y Único de Tanith

### Fundación
Originalmente, tres regimientos Tanith completos fueron reclutados para la Guardia imperial: el 1º, 2º y 3º de Tanith, en total 6.000 hombres y un pequeño número de vehículos y piezas de artillería. Cuando el Coronel Comisario Ibram Gaunt llegó a Tanith para supervisar la fundación de estos regimientos, no se sintió impresionado por el aspecto de sus hombres, describiéndolos al principio como "una multitud flacucha y desaliñada de leñadores de voz suave". Su opinión sobre ellos cambió con rapidez después de verlos en combate. Gaunt ordenó inmediatamente el comienzo de la operaciones de embarque de los regimientos en los cargueros que les llevarían a los transportes de tropas listos para trasladarlos a su primera zona de guerra, una maniobra afortunada que sacó a suficientes hombres del planeta antes de que el Caos atacase Tanith esa misma noche. El mismo Gaunt confirmó tras abandonar Tanith que habían escapado del planeta unos tres mil quinientos hombres junto con la mayoría del equipo. No queda claro qué regimientos se salvaron en realidad de la masacre pero los hombres restantes fueron reunidos para formar el Primero de Tanith, que pronto recibió el nombre de "Primero y Único de Tanith". En el primer despliegue del regimiento, en Blackshard, Hlaine Larkin acuñó el sobrenombre de "Fantasmas de Gaunt". El término Fantasma tiene dos significados: el primero tiene su explicación en el comentario de Corbec a Gaunt, asegurando que su decisión de abandonar Tanith "los ha transformado en Fantasmas, en ecos huecos". El segundo hace referencia a sus excepcionales habilidades para la exploración y el sigilo, lo que les hace parecer fantasmas en el campo de batalla.

### Equipamiento
El Primero de Tanith destaca en misiones de reconocimiento debido a que un Tanith nunca se pierde y a que al usar sus capas de camuflaje hechas de camaleonina (un material ficticio), comunes a todo el regimiento, pueden moverse rápida y sigilosamente sobre el terreno. El uniforme Tanith es negro con yelmos opcionales para las tropas estándar, boinas para los francotiradores y gorras con visera para el pelotón de exploración de élite del regimiento. Cada soldado tiene una larga bayoneta y cuchillo de guerra de doble filo y 30 centímetros de longitud que los Tanith llaman Plata Pura. Sus armas especiales preferidas incluyen rifles láser de francotirador y lanzallamas, además de lanzamisiles portátiles que los Tanith apodan "maldición andante". 
El distintivo de los Tanith es un cráneo rodeado por una corona de laurel con tres cuchillos detrás, cada uno en representación de un regimiento Tanith. En la parte de abajo se encuentra la inscripción "Por Tanith, por el Emperador". Después de la destrucción del 2º y 3º regimiento los Tanith se desprendieron de los dos cuchillos laterales. El distintivo de los Verghastitas es un hacha-rastrillo para simbolizar el trasfondo minero e industrial de su antigua colmena.

### Estructura
Debido a la destrucción de su planeta, el Primero y Único de Tanith no tiene un mundo natal del que obtener nuevos reclutas para reemplazar a los caídos. En vez de eso se aceptan nuevos Fantasmas para el regimiento según avanza la serie. Los dos reclutamientos más importantes suceden en Necrópolis y La última orden. Al final del asedio de la colmena Vervun, la megaciudad quedó en ruinas y a los desilusionados ciudadanos de Verghast se les dio la oportunidad de unirse a la Guardia Imperial bajo el Decreto de Consolación. Como resultado se produjo la afluencia de soldados verghastitas, lo que introdujo mujeres en el regimiento. Muchas de estas mujeres llegaron a contarse entre los mejores francotiradores del regimiento. Mientras Gaunt se encontraba en Gereon y el Primero de Tanith se hallaba sin un comandante veterano, el regimiento es combinado con una unidad encubierta de Belladon y se convierte en el 81/1 de Reconocimiento. Tras la muerte del Coronel Wilder y el regreso de Gaunt al mando el regimiento recupera el nombre de Primero y Único de Tanith. Merece la pena mencionar que posteriormente a la fusión con el 81.º de Belladon la estructura organizativa cambia: los pelotones ordenados por números pasan a ser compañías con indicativos alfabéticos. Al comienzo de La armadura del desprecio existen tres sectores culturales: tanith, verghastita y belladonita, dirigidos por los mayores Rawne, Kolea y Baskevyl respectivamente (cada uno nativo de la sección a la que manda).
En Salvation's Reach se produce otra afluencia de reclutas para reforzar las filas del Primero de Tanith. Esta vez, sin embargo, en vez de unirse a otro regimiento, llegan refuerzos para cubrir las bajas 
sufridas en Hinzerhaus desde Verghast, donde se considera a Gaunt el "Héroe del Pueblo", y desde Belladon, formados por una banda marcial ceremonial con el hermano del difunto Lucian Wilder al mando.
Con el paso del tiempo Abnett ha ido cubriendo con la llegada de nuevos personajes puestos que asimilan el regimiento a la estructura de mando más habitual de la Guardia Imperial, especialmente en el aspecto del comisariado: mientras que al principio de la serie el doble papel de Gaunt al mando del regimiento y como encargado de la disciplina era más acusado, este segundo papel fue asumido en gran medida por el comisario Viktor Hark tras su unión al Primero de Tanith en Guardia de Honor, se vio reforzado con el añadido como subcomisario y ayudante de Nahum Ludd en La última orden y ampliado con la llegada en Salvation's Reach del amigo de infancia de Gaunt, Veynom Blenner, como comisario asignado específicamente al sector belladonita del regimiento.

### Misiones
Desde su fundación, el Primero y Único de Tanith ha servido en las siguientes campañas y zonas de guerra:
Blackshard, Voltemand*, Ramilles 268-43*, Bucephalon*, Typhon Ocho*, Calígula, Fortis Binary Nacedon*, Epsilon Menazoide, Colmena Oskray, Monthax, Colmena Vervun (Verghast), Hagia, Phantine, Aexe Cardinal, Herodor, Ancreon Sextus, Gereon, Jago, Balhaut y Salvation's Reach.
En Phantine, cierto número de fantasmas tomó parte en la "Operación Larisel", una operación aerotransportada que desplegó escuadras especialmente seleccionadas sobre Ouranberg para buscar y asesinar a Sagittar Slaith, el señor de la guerra del Caos al mando de las fuerzas del Pacto Sangriento que ocupaban la ciudad. Esta misión tuvo lugar al mismo tiempo que el asalto principal en el que se desplegó el resto del Primero de Tanith. Después de la batalla por Herodor en Santa Sabbat Mártir y antes de los hechos en Ancreon Sextus en La última orden Gaunt y un equipo escogido de Fantasmas fueron desplegados en el mundo sometido por el Caos de Gereon con la misión de encontrar al General Noches Sturm y rescatarlo de sus captores o matarlo si el bloqueo mental sobre sus recuerdos había sido roto. El equipo regresaría después con el resto del regimiento para liberar Gereon.
Apenas la mitad del Primero de Tanith sobrevivió a la ocupación por parte del regimiento de Hinzerhaus en el mundo fortaleza de Jago y las batallas que tuvieron lugar allí durante Sólo en la muerte. El puesto estuvo a punto de caer en manos enemigas debido a la falta de recursos adecuados y la información poco fiable en cuanto a la disposición del baluarte y su historia, dejadez que llevó al gravemente herido Gaunt a dar por finalizada su asociación preferente con el comandante general Van Voytz.
En Pacto Sangriento, ambientada dos años después de los hechos de Jago, el Primero de Tanith lleva casi dieciocho meses de acuartelamiento en Balhaut. El aburrimiento y la inquietud lleva a algunos Fantasmas a cometer actos criminales y de insubordinación. Incluso con ese trasfondo, Gaunt se ve involucrado en un complot alrededor de la presencia en el planeta de un general traidor al archienemigo y los asesinos del Pacto Sangriento enviados a silenciarlo. Los Fantasmas tienen que trabajar a espaldas de los agentes de la Inquisición para ayudar a Gaunt mientras este se esconde en la ciudad tras el asalto a la sede del Comisariado en Balhaut.
La información proporcionada por Mabbon Etogur da sus frutos en la siguiente novela, Salvation's Reach, cuando los dirigentes de la Cruzada plantean una acción combinada de la flota de la Cruzada, el Primero de Tanith y elementos de los marines espaciales con el objetivo de desestabilizar la resistencia del Caos a sus avances al sembrar las semillas de la disensión entre diversas facciones heréticas.